# فلوروديوكسي غلوكوز
فلوروديوكسي غلوكوز (كما يعرف أيضاً باسم فلوديوكسي غلوكوز (Fludeoxyglucose (18F) اسم دولي غير مسجل الملكية يرمز له اختصاراً 18F-FDG) هو مستحضر صيدلاني مشع يستخدم في التصوير الطبي وخاصة تقنية تصوير مقطعي بالإصدار البوزيتروني (PET).
المستحضر كيميائياً هو 2-ديوكسي-2-(18F)فلورو-D-غلوكوز وهو مشابه بنيوي للغلوكوز، بحيث تحل فيه ذرة فلور-18، والتي هي مصدر مشع للبوزيترونات، مكان مجموعة هيدروكسيل في الموقع C-2 في بنية الغلوكوز.
تستهلك خلايا الجسم وأنسجته مستحضر 18F-FDG، والذي يلعب دور قائفة مشعة تعطي بيانات أثناء استقلاب المادة، والتي تظهرها صور PET.
منذ تطويره سنة 1976 وجد مستحضر 18F-FDG العديد من التطبيقات في مجال أبحاث العلوم العصبية. أدى الاكتشاف اللاحق سنة 1980 بأن 18F-FDG يتراكم في الأورام إلى انتشار استخدام تقنية PET كواحدة من التقنيات الأساسية في العيادات المتخصصة بتشخيص مرض السرطان. يعد 18F-FDG حالياً قائفة مشعة نمطية لتصوير PET العصبي، وفي معالجة مرض السرطان.

## اقرأ أيضاً
- علم الصيدلة الإشعاعية
- قائفة مشعة
- تصوير مقطعي بالإصدار البوزيتروني